# Cesare Laurenti
Cesari Laurenti (Terracina, 1865 - Roma, 1921) foi um engenheiro naval italiano que projetou e construiu submarinos. Ele se dedicou a todos os ramos de estudo da navegação subaquática. Em 1892, tornou-se o diretor de experiências técnicas no desenvolvimento do primeiro submarino da Itália, o Delfino, impulsionado por um motor elétrico a bateria de projeto do engenheiro Giacinto Pullino. Laurenti modificou-o adicionando um motor a gasolina, permitindo assim um grande alcance em velocidade de cruzeiro à superfície enquanto recarregava as baterias. Em 1909-10, projetou o USS G-4 para a Marinha dos Estados Unidos.
Laurenti também é creditado por projetar, ou auxiliar, a construção da classe Provana, classe Glauco de 1905, classe Medusa, Argonauta, classe F e a classe S britânica de 1914 (posteriormente italiana).